# 人民自强党 (巴巴多斯)
人民自强党（英語：People's Empowerment Party，缩写为PEP）是巴巴多斯的一个左翼政党。2006年1月14日，该党作为克莱门特·佩恩运动的选举组织成立。该党的意识形态是民主社会主义、21世纪社会主义、共和主义。该党的领袖是David Comissiong。该党是圣保罗论坛的成员。